# Ilja Sacharowitsch Trauberg
Ilja Sacharowitsch Trauberg (russisch Илья Захарович Трауберг; * 20. Novemberjul. / 3. Dezember 1905greg. in Odessa, Russisches Kaiserreich, heute Ukraine; † 7. Dezember 1948 in Berlin, SBZ) war ein sowjetischer Filmregisseur und Drehbuchautor. Zuletzt war er Mitglied des Vorstandes der DEFA.

## Leben
Ilja Trauberg wurde als Sohn eines Journalisten und Herausgebers in Odessa geboren, siedelte aber als Kind mit seiner Familie nach Sankt Petersburg um. Seine Mutter war Hausfrau. Er war der jüngere Bruder des Regisseurs und Drehbuchautors Leonid Trauberg und war bis kurz vor dem Zweiten Weltkrieg mit Olga Lepeschinskaja verheiratet.
Er lebte und arbeitete in Odessa, Leningrad und Moskau.
Während des Zweiten Weltkrieges („Großen Vaterländischen Krieges“) war er Kriegsteilnehmer und wurde mit dem Orden des Vaterländischen Krieges 1. und 2. Grades ausgezeichnet.
1947 ging er im Auftrag der Sowjetregierung in die Sowjetische Besatzungszone (SBZ) zur DEFA. Dort erwarb er sich in kurzer Zeit einen exzellenten Ruf unter den Filmschaffenden als ausgezeichneter Fachmann, der auf Augenhöhe freundschaftlich mit den deutschen Kollegen zusammenarbeitete. Er starb nach nur zwei Jahren in Berlin im Alter von 43 Jahren an einem Herzschlag. Über die Todesursache und -umstände gab es diverse Mutmaßungen. Die Wochenschau Der Augenzeuge berichtete über das tragische Ereignis an prominenter Stelle. Walter Janka richtete als Generaldirektor der DEFA eine festliche Trauerfeier im Deutschen Theater aus. Die Trauerrede hielt Kurt Maetzig.

## Schaffen
Ilja Trauberg arbeitete zunächst am Theater, schrieb Essays und Drehbücher. 1927 wechselte er zum Film zu Sovkino in Leningrad. Dort wurde er bei Sergej Eisenstein gemeinsam mit Michail Gomorow und Maxim Schtrauch Regieassistent bei dem Stummfilm über die Oktoberrevolution Oktober: Zehn Tage, die die Welt erschütterten.
Sein erster eigener Spielfilm als Filmregisseur, Der blaue Express, den er 1929 bei Sowkino als Stummfilm drehte, wurde ein außergewöhnlicher Erfolg. In diesem Film griff Trauberg auf Stilfiguren des russischen revolutionären Films zurück und wandte sich dabei ebenso wie die damalige Politik der Sowjetunion gen Ostasien. In Deutschland wurde Der blaue Express erstmals 1930 aufgeführt und von der Prometheus Film verliehen. Bis 1942 drehte Ilja Trauberg acht Spielfilme. 1945 wurde ihm die Leitung des Schauspielstudios von Mosfilm übertragen.
1947 wechselte er im Auftrag der sowjetischen Besatzungsmacht in die SBZ. Im Zuge der Umwandlung der DEFA / Deutschen Film GmbH in eine sowjetisch-deutsche Aktiengesellschaft wurde er von sowjetischer Seite neben Alexander Wolkenstein (Generaldirektor Sojusintorgkino / Sovexport) zum Vorstand der gemeinsamen Gesellschaft bestimmt. Von deutscher Seite übernahmen diese Aufgabe Herbert Volkmann, Alfred Lindemann und Karl Hans Bergmann; ab Juli 1948 Hans Klering (Generaldirektor), Kurt Maetzig und Walter Janka. Innerhalb des Vorstandes war er als künstlerischer Direktor für den thematischen Plan und literarische Vorarbeit verantwortlich. Auch der Aufbau des Nachwuchsstudios der DEFA oblag ihm.

## Filmografie (Auswahl)
Regisseur
- 1929: Der blaue Express (Goluboi express)
- 1932: Для вас найдётся работа (Dlja was naidjotsja rabota)
- 1933: Частный случай (Tschstny slutschai)
- 1936: Сын Монголии (Syn Mongolii)
- 1938: Год девятнадцатый (God dewjatnadzaty)
- 1941: Концерт-вальс (Konzert-wals) (mit Michail Dubson)
- 1941: Мы ждём вас с победой (My schdjom was s pobedoi)
- 1942: Боевой киносборник № 11 (Bojewoi kinosbornik № 11)

Drehbuchautor
- 1927: Отважные мореплаватели (Otwaschnyje moreplawateli)
- 1928: Снежные ребята (Sneschnyje rebjata)
- 1929: Der blaue Express (Goluboi express)
- 1932: Для вас найдётся работа(Dlja was naidjotsja rabota)
- 1933: Частный случай(Tschstny slutschai)
- 1938: Год девятнадцатый (God dewjatnadzaty)
- 1941: Концерт-вальс (Konzert-wals)